# Sari (voornaam)
Sari is een meisjesnaam. De naam is in het Nederlands taalgebied zeer zeldzaam, maar komt algemeen voor in Finland.
- De Finse naam is afgeleid van de Bijbelse naam Sara.
- In Hongarije komt de naam Sári voor, eveneens afgeleid van de Bijbelse naam Sara.[2]
- De Indonesische naam betekent 'essentie' of 'kern'.[3]
- In Turkije komt de naam Sarı voor, wat 'geel', 'bleek' of 'met feeënhaar' betekent.[4]

## Bekende naamdragers
- Sari Baldauf, voormalig adjunct-directeur van Nokia
- Sari Kaasinen, Finse zangeres, bekend van de groep Värttinä
- Sari van Veenendaal, Nederlands voetballer